# Scottiola minima
Scottiola minima är en insektsart som först beskrevs av Lucien Chopard 1928.  Scottiola minima ingår i släktet Scottiola och familjen syrsor. Inga underarter finns listade i Catalogue of Life.